# Diekirch
Diekirch (Luxemburgs: Dikrech) is een stad in het groothertogdom Luxemburg met zo'n 6200 inwoners, gelegen aan de rivier de Sûre of Sauer. De stad is hoofdstad van het gelijknamige kanton Diekirch en trekt veel toeristen. De stad heeft een lange geschiedenis; in het stedelijk museum kunnen Romeinse mozaïeken worden bezichtigd en ook de St.-Laurenskerk is gebouwd op Romeinse fundamenten.

## Diekirch, ezelstad en brouwerij
De mascotte van de stad is een ezel, en de jaarlijkse grote optocht staat in het teken hiervan. De oorsprong hiervan zou liggen in twee theorieën hieromtrent. Bij de aanleg van de spoorlijn Luxemburg-Troisvierges was men van plan bij Diekirch vele lijnen te laten samenkomen. Tegen dit plan zou veel protest zijn geweest waarbij de bevolking als provinciale groene domme ezels te grabbel zouden zijn gezet. Een tweede verklaring kan voortkomen uit het feit dat de heuvels rondom de stad alleen door ezels begraasd konden worden. In de 21e eeuw gebeurt dit niet meer, maar zijn de vrolijke balkgeluiden nog te horen rondom de stad.
De stad is bekend vanwege de gelijknamige brouwerij, die een aantal grote panden in bezit heeft en de mouterij aan de rivier de Sûre wijst hierop. Onder bezoekers geniet de stad bekendheid door de voetgangerszone, drie grote campings aan de rivier en de 'vriendelijke' omgeving.

## Spoorweg
Diekirch is het kopstation van een 4,3 km lange, in 1988, geëlektrificeerde enkelsporige lijn naar Ettelbrück. In Ettelbrück sluit de zijlijn aan op de Luxemburgse Noord-Zuidlijn. Tot in de jaren 1960 liep de spoorlijn door naar Echternach.

## Bezienswaardigheden
- Nationales Militärgeschichtliches Museum: dit museum belicht voornamelijk het Ardennenoffensief
- Deiwelselter: een megaliet die in de negentiende eeuw met prehistorische stenen werd gebouwd

## Cultuur

### Streekproducten
- Diekirch, een bier van Brasserie de Luxembourg Mousel-Diekirch

## Politiek
De gemeenteraad van Diekirch bestaat sinds 2005 uit 13 leden (Conseilleren), die om de zes jaar verkozen worden volgens een proportioneel kiesstelsel.

### Resultaten
| 1999-2005 De 11 zetels zijn als volgt verdeeld:  | 2005-2011 De 13 zetels zijn als volgt verdeeld: | 2011-2017 De 13 zetels zijn als volgt verdeeld: |
| Bron: Ministerie van Binnenlandse Zaken / RTL.lu |                                                 |                                                 |

### Gemeentebestuur
Na de gemeenteraadsverkiezingen van 2011 trad een absolute meerderheid van LSAP aan, met 7 zetels. Burgemeester werd Claude Haagen (LSAP).

## Geboren
- Alphonse Munchen (1850-1917), ingenieur, burgemeester van Luxemburg
- Paul Hammer (1900-1978), atleet, olympisch deelnemer
- Jacques Zenner (1908-1975), ondernemer en schilder
- Roger Gerson (1913-1966), schilder en tekenaar
- Roger Roemer (1921-2007), kunstschilder
- Henri Dillenburg (1926-2020), kunstschilder
- Jean Leyder (1943), kunstenaar
- Charles Reinertz (1944), kunstschilder
- Claude Turmes (1960), politicus
- Michael Pinto (1993), voetballer

## Partnersteden
- Aarlen
- Bitburg (Rijnland-Palts)
- Hayange
- Liberty (Missouri)
- Monthey

## Externe link

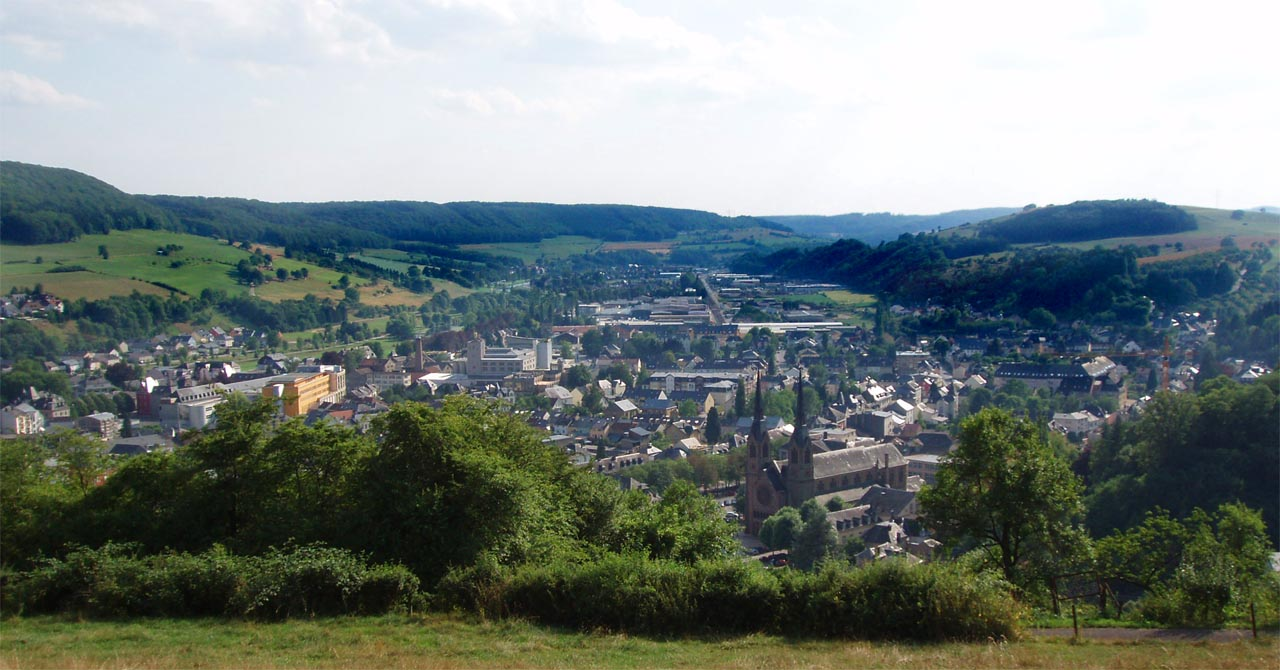
Panorama
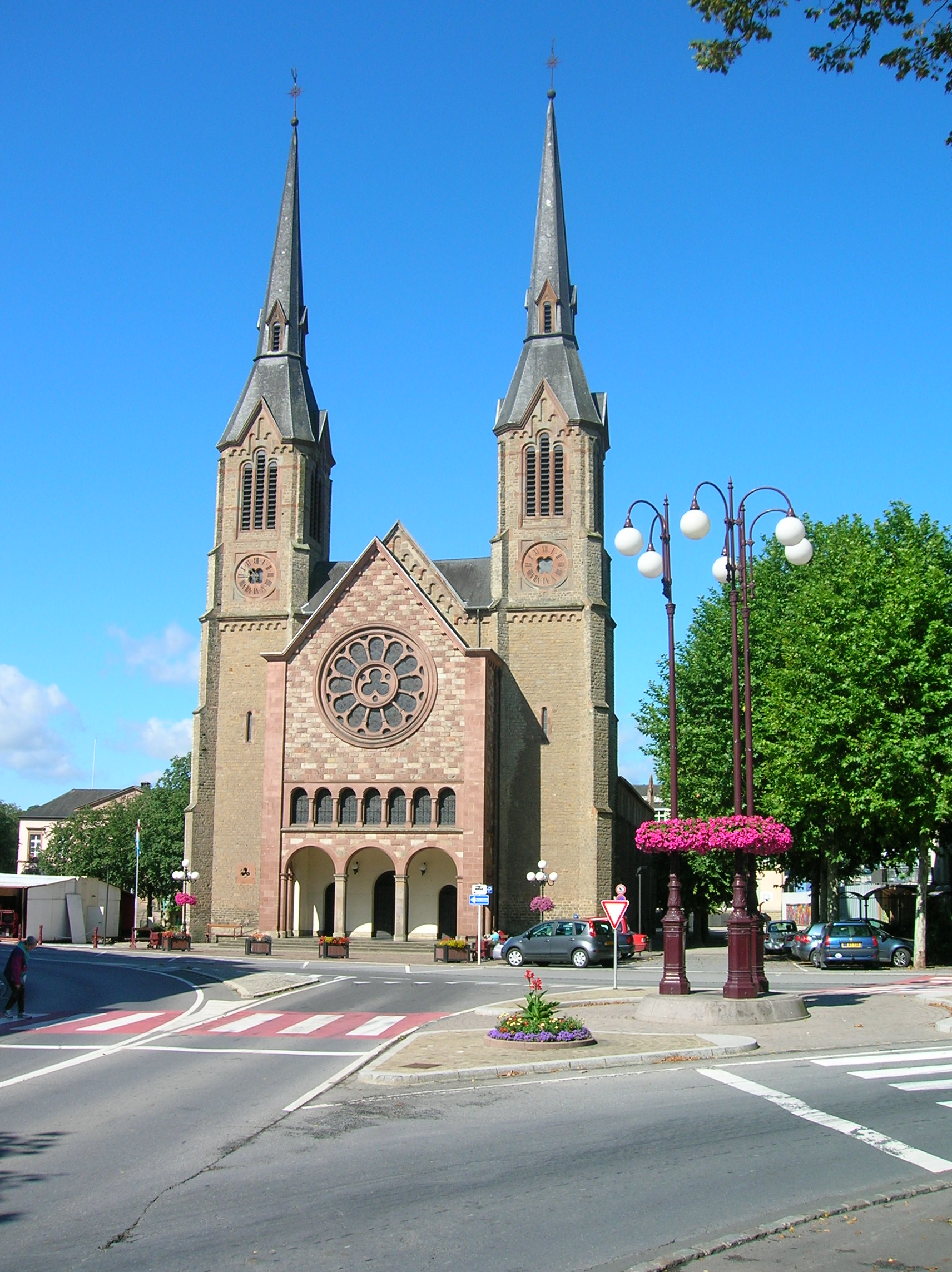
De nieuwe dekanale Sint-Laurentiuskerk
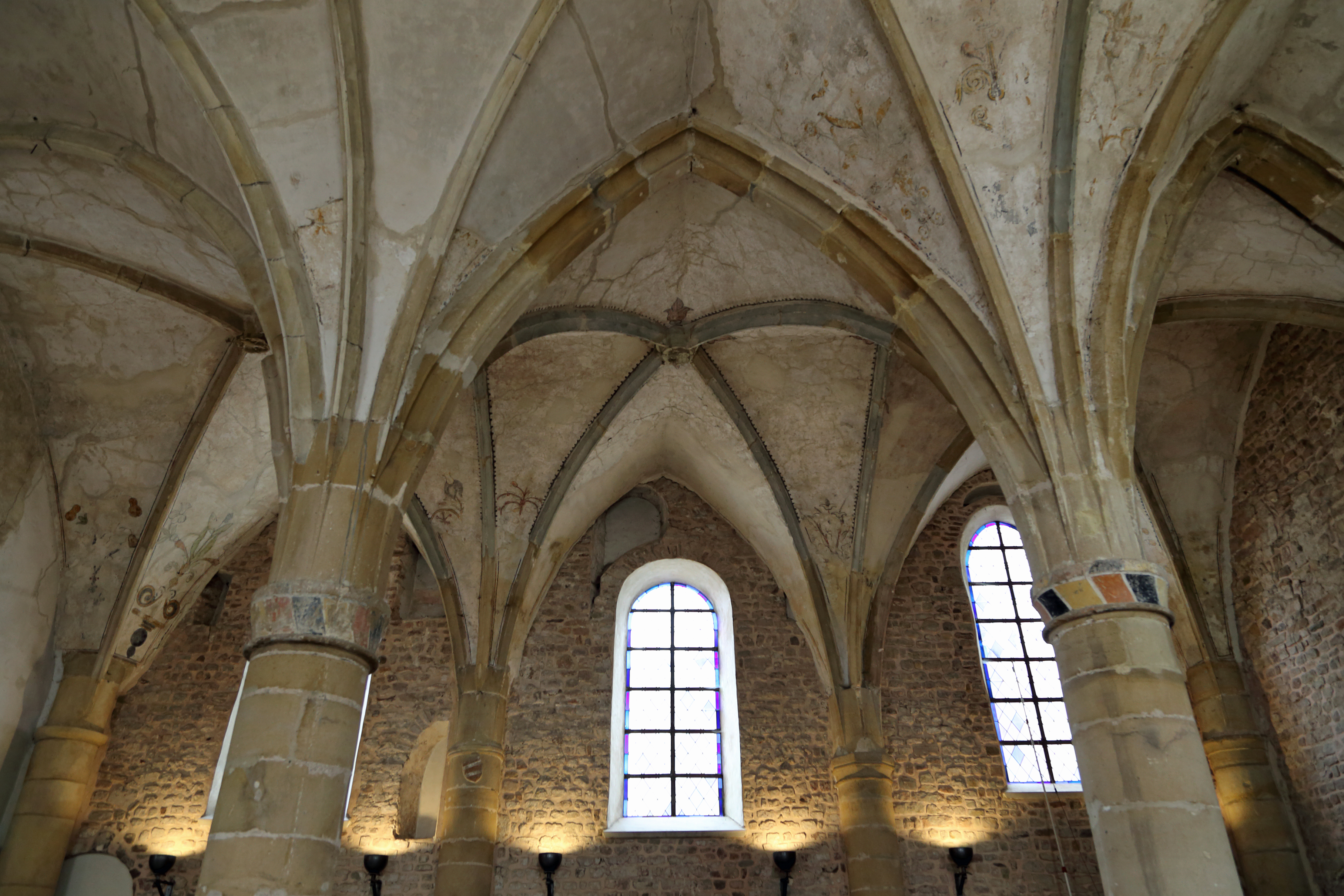
Interieur van de voormalige Sint-Laurentiuskerk
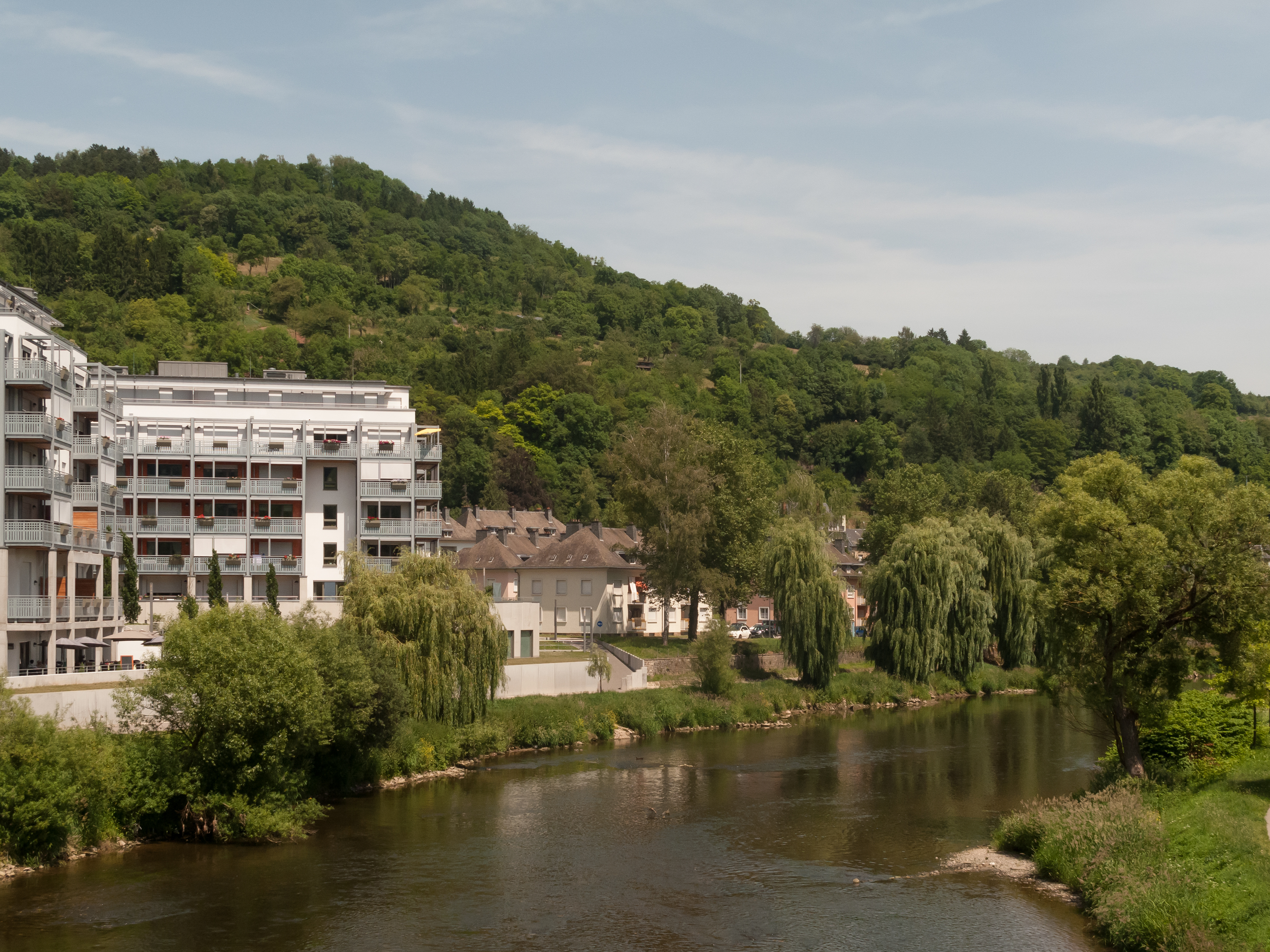
Straatzicht vanaf de brug over de Sauer
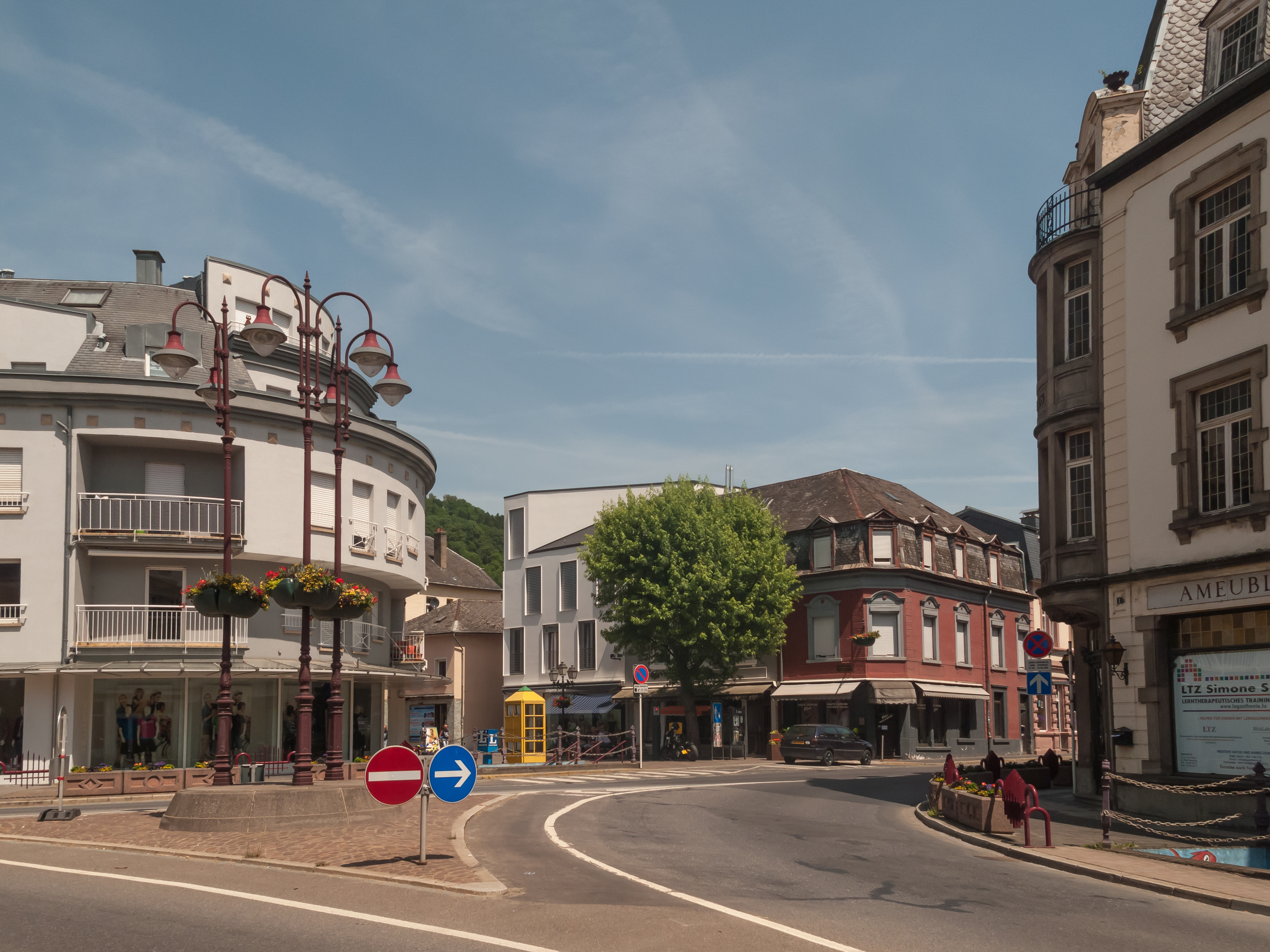
L' Avenue de la Gare
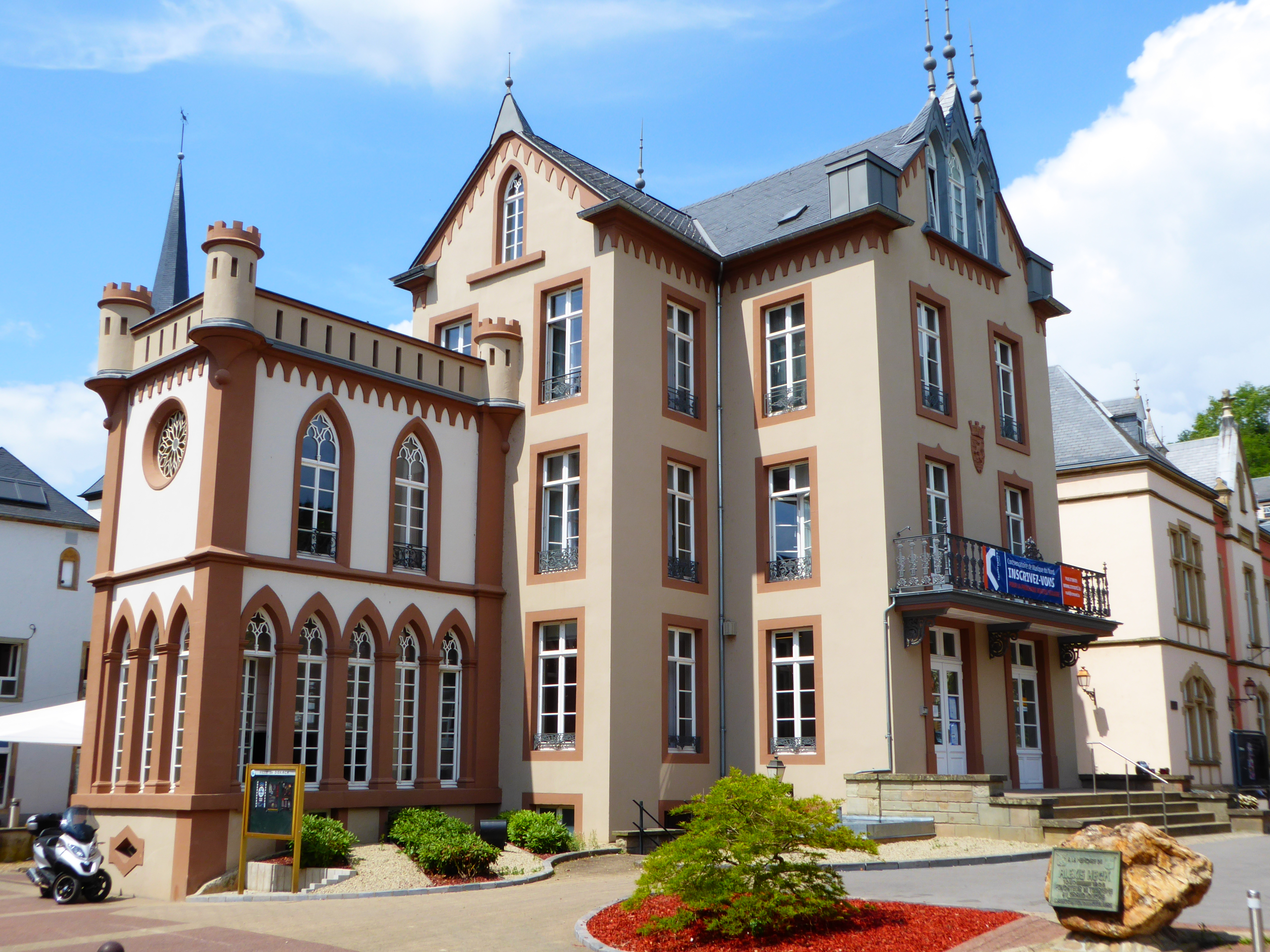
Schloss Wirtgen.
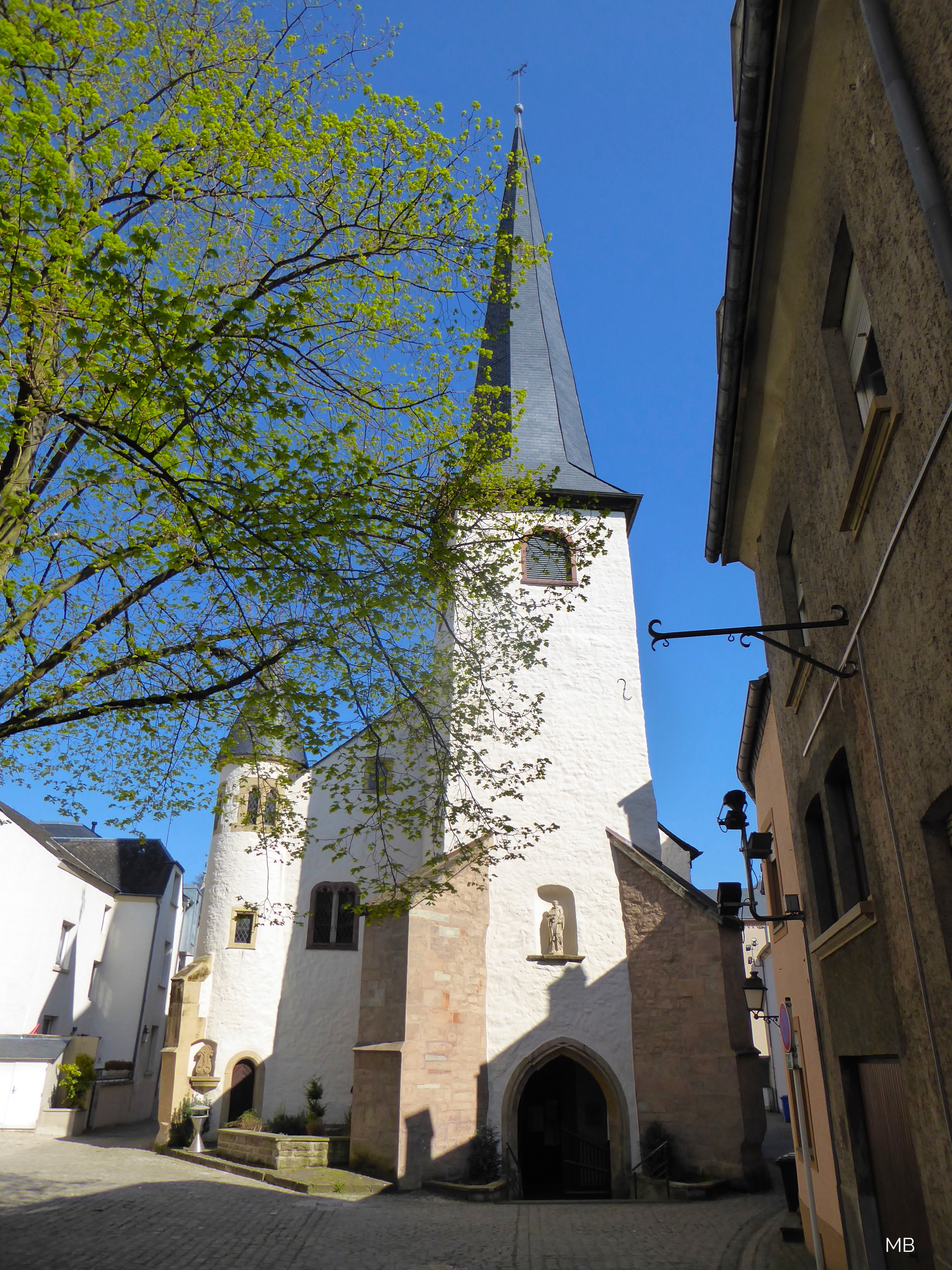
St.-Laurenskerk is gebouwd op Romeinse fundamenten.
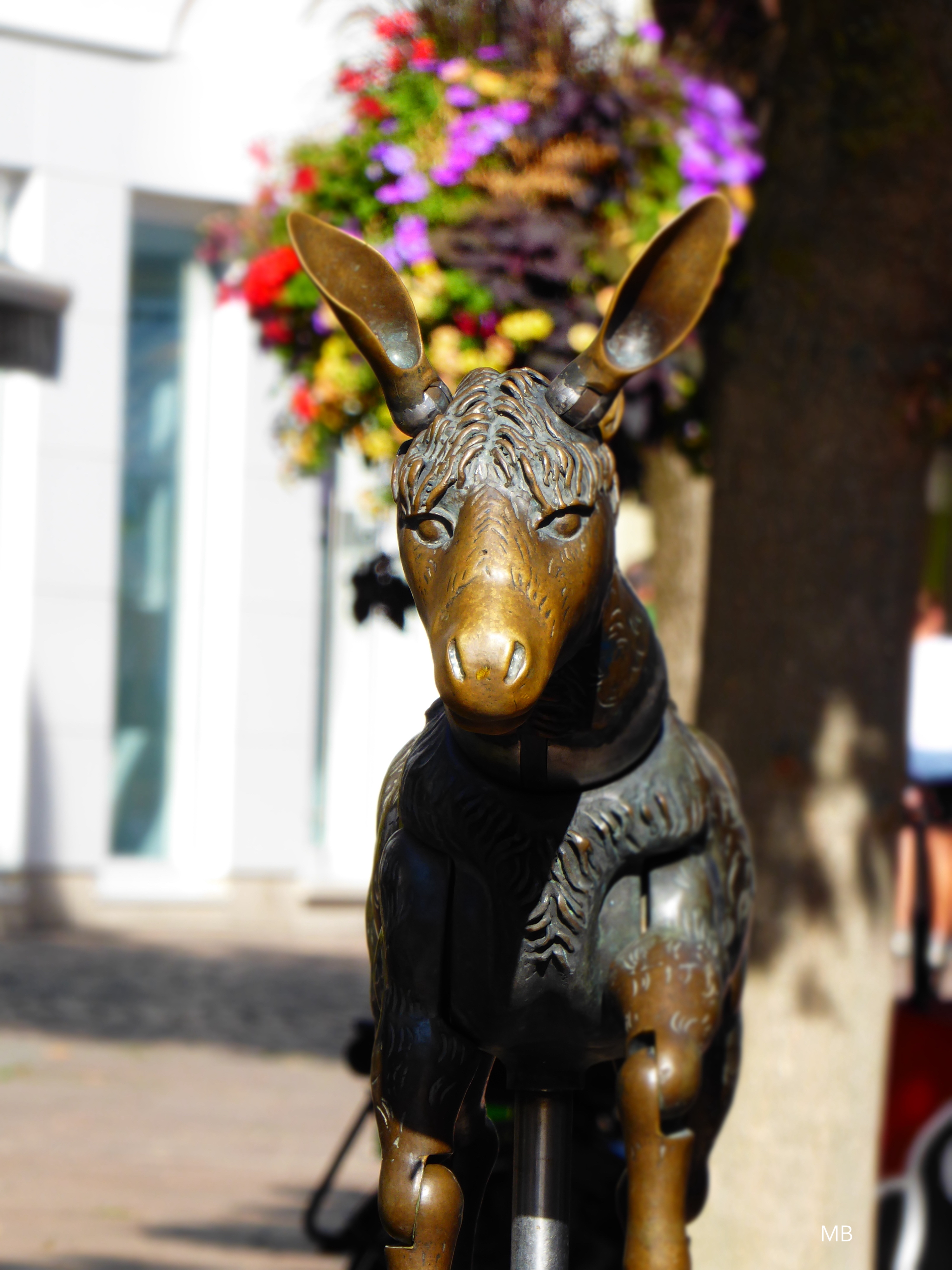
De inwoners van de zogenaamde ezelstad Diekirch eren hun mascotte met niet minder dan twee ezelfonteinen, verschillende monumenten in de oude stad en zelfs een "weerezel" op de kerktoren van de oude kerk.
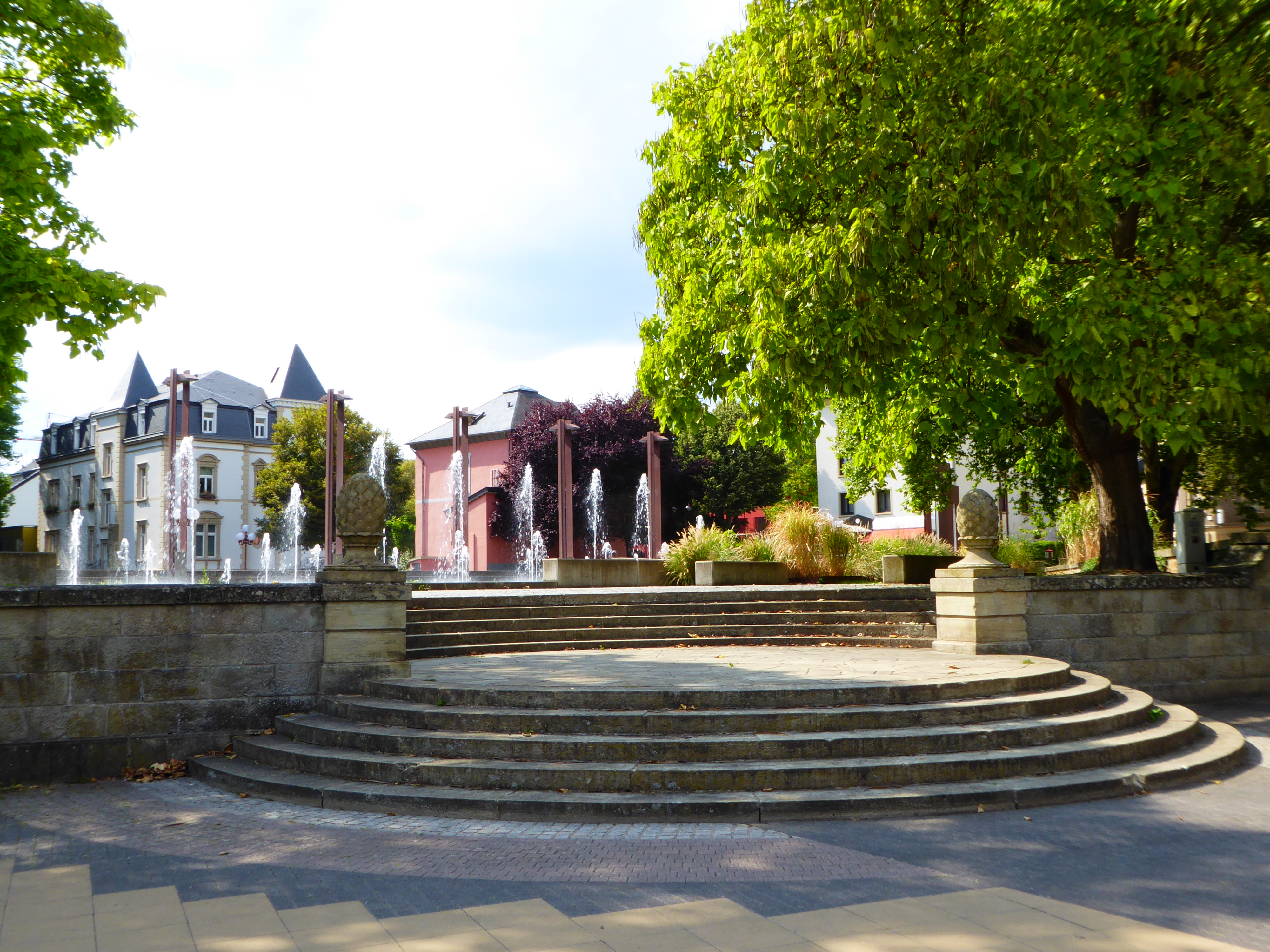
Stadspark van Diekirch